# 瓦杭阿環礁

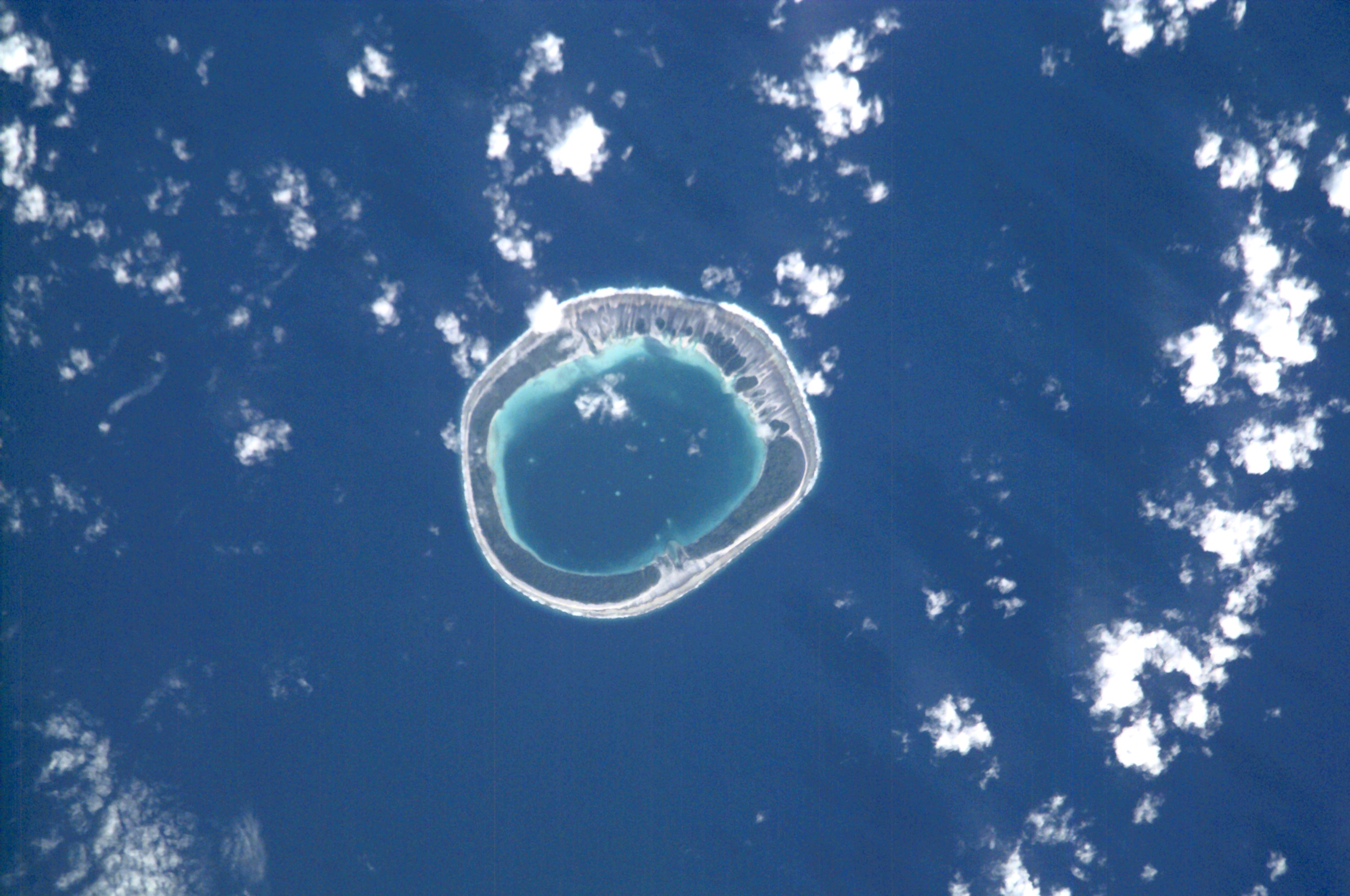

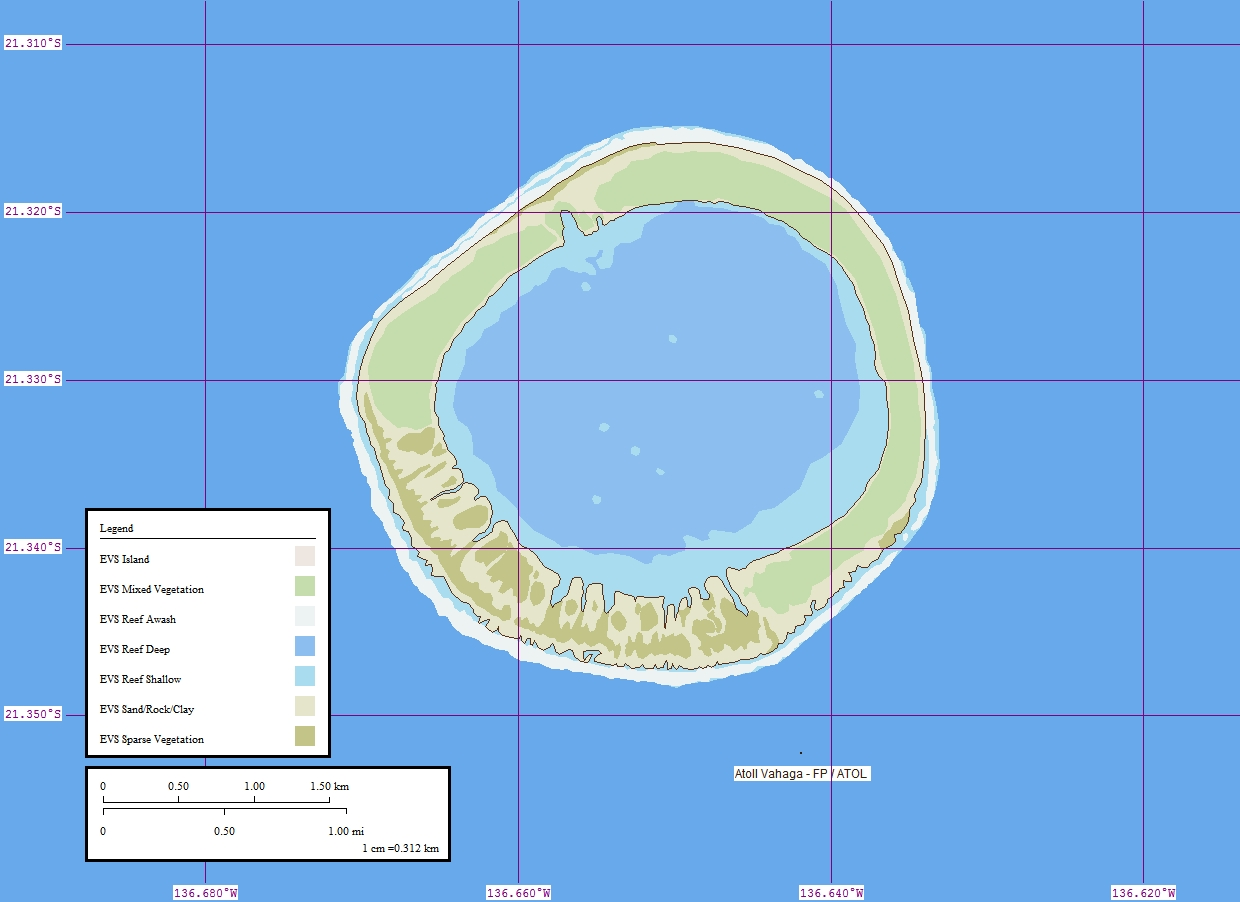

瓦杭阿環礁（Vahanga）是南太平洋法屬波利尼西亞的環礁，屬於土阿莫土群島和阿克蒂恩环礁群，位於泰纳龙阿环礁以西5公里，由甘比尔市镇管辖，土地面積3.82平方公里，潟湖面積5平方公里，島上無人居住。
21°19′S 136°39′W / 21.317°S 136.650°W

## 外部連結
- Atoll list (in French) （页面存档备份，存于）